# يوروكاردز
يوروكاردز هو مجلس الموظفين الفنيين والإداريين الأوروبيين. وهي منظمة مرتبطة باتحاد نقابات العمال الأوروبية. يوروكاردز معترف بها من قبل المفوضية الأوروبية شريك اجتماعي أوروبي. يوروكاردز يشرف على كل من القطاعين العام والخاص ويجمع بين أكثر من 5 ملايين موظف مهني ومهني.
بدأت اليوروكادرز عام 2016 برنامج حملة حماية كاشفي الفساد (EU) والتي نجحت في تنظيم حملة لحماية كاشفي الفساد في الاتحاد الأوروبي شاركت 89 منظمة في الحملة بما في ذلك منظمات المجتمع المدني مثل منظمة الشفافية الدولية والعديد من المنظمات النقابية الوطنية والأوروبية. الرئيس الحالي هو مارتن جيفلين (من الاتحاد السويدي للموظفين المحترفين) والذي انتخب في عام 2013 ليحل محل كارلو باريتي (من الاتحاد العام الإيطالي للعمل) الذي انتخب في عام 2005 ليحل محل الرئيس السابق ميشيل روسيلو (من الاتحاد الفرنسي للديمقراطية والعمل).